# セリア・クアンサ
セリア・クアンサ（Celia Quansah、1995年10月25日 - ）は、イングランドの女子ラグビー選手。

## プロフィール
- イングランド・トゥイッケナム出身[1]。
- ポジションはウィング(WTB)。
- 身長 175cm、体重 82kg
- 7人制イングランド代表に選ばれたことがある[2]。

## 略歴
2021年、東京五輪の7人制女子イギリス代表スコッドに選ばれた。